# Gary DeLong
Gary DeLong (12 marzo 1942) è un ex calciatore statunitense, di ruolo portiere.

## Carriera

### Club
Formatosi nella rappresentativa calcistica del City College of San Francisco, dopo aver giocato con Greek-American A.C., nel 1968 viene ingaggiato dai canadesi del Vancouver Royals, sodalizio impegnato nella prima edizione della North American Soccer League. Con i Royals ottenne il quarto ed ultimo posto della Pacific Division.
Dal 1970 al 1971 gioca nei San Francisco Buccaneers.

### Nazionale
DeLong nel 1968 giocò sette incontri con la nazionale di calcio degli Stati Uniti d'America, di cui tre nelle qualificazioni al campionato mondiale del 1968. Fu convocato anche nell'anno seguente ma non disputò alcun incontro.

## Statistiche

### Cronologia presenze e reti in Nazionale
| Cronologia completa delle presenze e delle reti in nazionale ― Stati Uniti | Cronologia completa delle presenze e delle reti in nazionale ― Stati Uniti | Cronologia completa delle presenze e delle reti in nazionale ― Stati Uniti | Cronologia completa delle presenze e delle reti in nazionale ― Stati Uniti | Cronologia completa delle presenze e delle reti in nazionale ― Stati Uniti | Cronologia completa delle presenze e delle reti in nazionale ― Stati Uniti | Cronologia completa delle presenze e delle reti in nazionale ― Stati Uniti | Cronologia completa delle presenze e delle reti in nazionale ― Stati Uniti |
| Data                                                                       | Città                                                                      | In casa                                                                    | Risultato                                                                  | Ospiti                                                                     | Competizione                                                               | Reti                                                                       | Note                                                                       |
| -------------------------------------------------------------------------- | -------------------------------------------------------------------------- | -------------------------------------------------------------------------- | -------------------------------------------------------------------------- | -------------------------------------------------------------------------- | -------------------------------------------------------------------------- | -------------------------------------------------------------------------- | -------------------------------------------------------------------------- |
| 15-9-1968                                                                  | New York                                                                   | Stati Uniti                                                                | 3 – 3                                                                      | Israele                                                                    | Amichevole                                                                 | -3                                                                         |                                                                            |
| 25-9-1968                                                                  | Filadelfia                                                                 | Stati Uniti                                                                | 0 – 4                                                                      | Israele                                                                    | Amichevole                                                                 | -4                                                                         |                                                                            |
| 17-10-1968                                                                 | Toronto                                                                    | Canada                                                                     | 4 – 2                                                                      | Stati Uniti                                                                | Qual. Mondiali 1970                                                        | -2                                                                         |                                                                            |
| 20-10-1968                                                                 | Port-au-Prince                                                             | Haiti                                                                      | 3 – 6                                                                      | Stati Uniti                                                                | Amichevole                                                                 | -?                                                                         | Uscita                                                                     |
| 23-10-1968                                                                 | Port-au-Prince                                                             | Haiti                                                                      | 1 – 0                                                                      | Stati Uniti                                                                | Amichevole                                                                 | -1                                                                         |                                                                            |
| 2-11-1968                                                                  | Kansas City Spurs                                                          | Stati Uniti                                                                | 6 – 2                                                                      | Bermuda                                                                    | Qual. Mondiali 1970                                                        | -2                                                                         | 4’                                                                         |
| 10-11-1968                                                                 | Hamilton                                                                   | Bermuda                                                                    | 0 – 2                                                                      | Stati Uniti                                                                | Qual. Mondiali 1970                                                        | -                                                                          |                                                                            |
| Totale                                                                     |                                                                            | Presenze                                                                   | 7                                                                          |                                                                            | Reti                                                                       | -?                                                                         |                                                                            |